# Неолекта
Неолектомице́ты (лат. Neolectomycetes) — класс грибов отдела аскомицеты (Ascomycota), один из 4 классов, относящихся к подотделу Taphrinomycotina. Класс монотипный, к нему относятся также монотипные порядок и семейство, соответственно, Neolectales и Neolectaceae, и род Neolecta с четырьмя видами.
Неолектомицеты — единственные из Taphrinomycotina, образующие плодовые тела, то есть относящиеся к плодосумчатым, а не голосумчатым грибам. Существует предположение, что формы, подобные неолектомицетам, находились в корне эволюционного дерева аскомицетов. Согласно этой гипотезе, родственные неолектомицетам грибы, не образующие плодовых тел, а некоторые из них утратившие и настоящий мицелий и существующие только в виде дрожжей, являются производными формами. На этом основании виды неолектомицетов относят к «живым ископаемым».

## Морфология

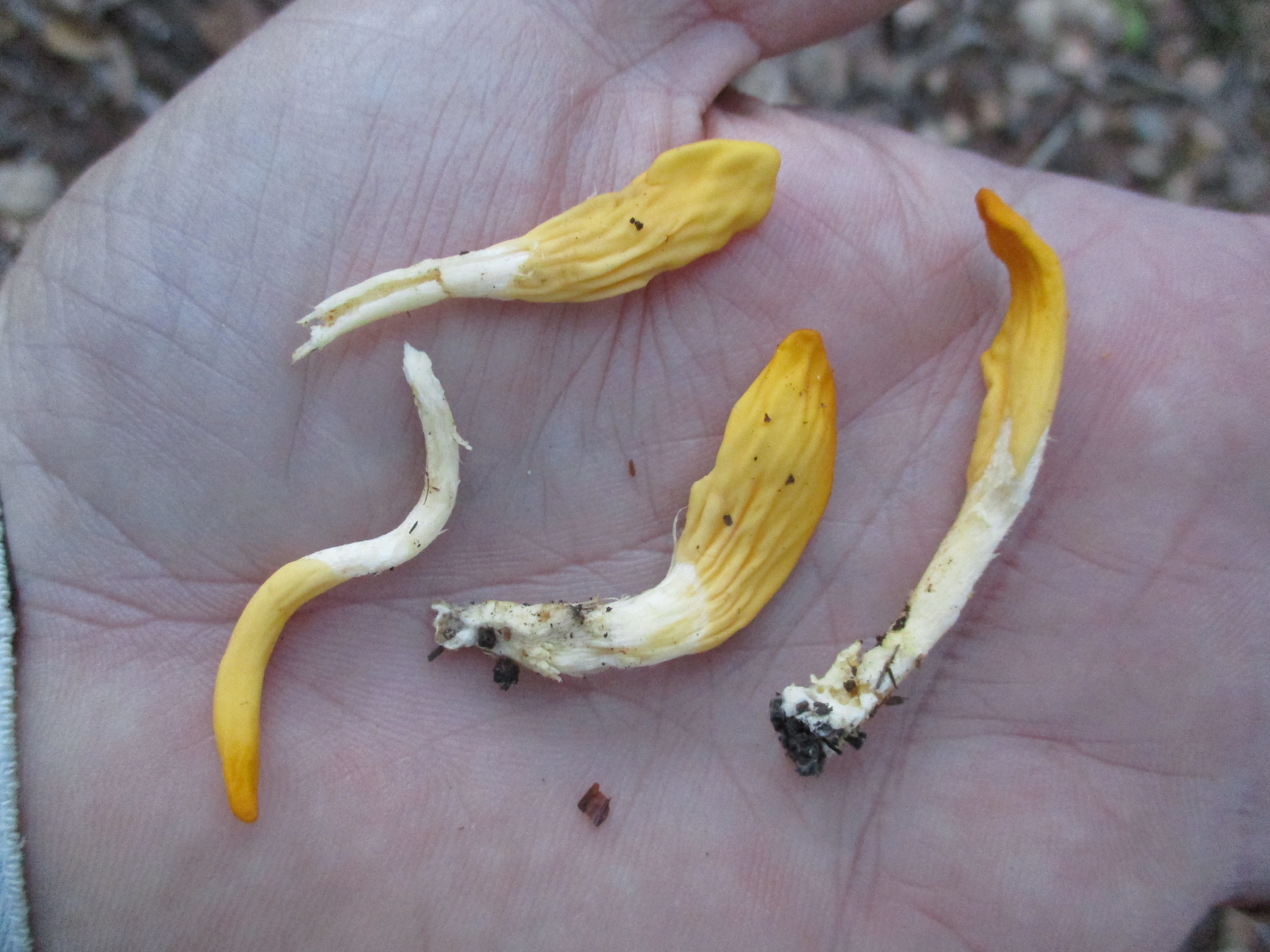
Neolecta vitellina

Аскогенные гифы мицелия дикариотические, как и у представителей рода Тафрина (Taphrina). Неаскогенные гифы состоят из многоядерных клеток, ядра в которых часто объединены в пары. Септы гиф часто ассоциированы с тельцами Воронина.
Плодовые тела ярко-жёлтые, имеют форму «столбиков» или «язычков» высотой до 7 см, иногда разделены на лопасти. Они имеют мясистую консистенцию и состоят из многократно разветвлённых гиф, срастающихся боковыми стенками.
Гимениальный слой находится на поверхности плодовых тел, аски формируются на верхушках аскогенных гиф. В отличие от гимения представителей Pezizomycotina, у неолектомицетов спороносный слой состоит только из асков, стерильные элементы (парафизы) отсутствуют. При формировании асков гифы не образуют крючок, что также считается принципиальным отличием этих грибов от остальных плодосумчатых.
Аски восьмиспоровые, имеют в верхней части кольцевидное утолщение. Споры освобождаются активно через разрыв в апексе аска.
По форме и строению такие плодовые тела очень похожи на апотеции Geoglossum-типа, характерные для семейства Geoglossaceae, но из-за особенностей микроскопического строения мицелия и гимениального слоя их относят к уникальному Neolecta-типу, который не встречается у других аскомицетов.

## Экология и распространение
Неолектомицеты известны в Северной Европе, Азии, Северной и Южной Америке, растут в бореальных и тропических лесах.
Экология этих грибов изучена очень слабо. Плодовые тела Neolecta vitellina растут на почве, прикрепляясь к корешкам ели, но характер взаимоотношений гриба с деревом не выяснен. Есть предположение, что гриб является слабым паразитом.

## Систематика
Род Neolecta был введён в 1881 году Карло Спегаццини; на основании признаков плодовых тел его длительное время относили к семейству Geoglossaceae, но такое систематическое положение было спорным, многие исследователи высказывали мнение, что род не составляет монофилетической группы с дискомицетами, а занимает обособленное положение. С. Редхед в 1977 году описал новое семейство Neolectaceae и предварительно разместил его в порядке Lecanorales, в который входит большое число лишайниковых грибов.
В 1990-х — 2000-х годах был проведен ряд исследований по молекулярной филогенетике, также изучались клеточные ультраструктуры рода Neolecta. В результате была доказано, с одной стороны, обособленное положение этого рода, и с другой стороны — показана его близость к порядку тафриновых. Для этих грибов были введены монотипные порядок (Neolectales) и класс (Neolectomycetes), в современной систематике эту группу относят к подотделу Taphrinomycotina аскомицетов.
|  |                  |  |                                                  |                                                  |                      |  | ещё 3 класса: Тафриномицеты Pneumocystidomycetes Схизосахаромицеты | ещё 3 класса: Тафриномицеты Pneumocystidomycetes Схизосахаромицеты |                        |  |  |  | —— (порядок монотипный)   | —— (порядок монотипный)   |                                                                                             |  |  |  |  |
|  |                  |  |                                                  |                                                  |                      |  | ещё 3 класса: Тафриномицеты Pneumocystidomycetes Схизосахаромицеты | ещё 3 класса: Тафриномицеты Pneumocystidomycetes Схизосахаромицеты |                        |  |  |  | —— (порядок монотипный)   | —— (порядок монотипный)   | 4 вида: Neolecta aurantiaca Neolecta flavovirescens Neolecta irregularis Neolecta vitellina |  |  |  |  |
|  |                  |  |                                                  | подотдел Taphrinomycotina                        |                      |  |                                                                    |                                                                    | порядок Neolectales    |  |  |  |                           | род Neolecta              |                                                                                             |  |  |  |  |
|  |                  |  |                                                  | подотдел Taphrinomycotina                        |                      |  |                                                                    |                                                                    | порядок Neolectales    |  |  |  |                           | род Neolecta              |                                                                                             |  |  |  |  |
|  | отдел Аскомицеты |  |                                                  |                                                  | класс Неолектомицеты |  |                                                                    |                                                                    | семейство Neolectaceae |  |  |  |                           |                           |                                                                                             |  |  |  |  |
|  | отдел Аскомицеты |  |                                                  |                                                  |                      |  |                                                                    |                                                                    |                        |  |  |  |                           |                           |                                                                                             |  |  |  |  |
|  |                  |  | ещё 2 подотдела: Saccharomycotina Pezizomycotina | ещё 2 подотдела: Saccharomycotina Pezizomycotina |                      |  |                                                                    | —— (класс монотипный)                                              | —— (класс монотипный)  |  |  |  | —— (семейство монотипное) | —— (семейство монотипное) |                                                                                             |  |  |  |  |
|  |                  |  |                                                  | ещё 2 подотдела: Saccharomycotina Pezizomycotina |                      |  |                                                                    |                                                                    | —— (класс монотипный)  |  |  |  |                           | —— (семейство монотипное) |                                                                                             |  |  |  |  |